# Crocidura arispa
Crocidura arispa is een zoogdier uit de familie van de spitsmuizen (Soricidae). De wetenschappelijke naam van de soort werd voor het eerst geldig gepubliceerd door Spitzenberger in 1971.